# Epic Rap Battles of History
Pour les articles homonymes, voir ERB.
Epic Rap Battles of History (ERB) ou (ERBoH) est une web-série créée par Peter Shukoff (dit Nice Peter) et Lloyd Ahlquist (dit EpicLLOYD). La série est diffusée sur YouTube à partir du 26 septembre 2010 et présente des battles entre des personnages historiques ou populaires, réelles ou fictives (ex. : Dark Vador contre Adolf Hitler).
La série cumule environ 250 millions de vues en octobre 2011, et dispose de sa propre chaîne de diffusion YouTube (nommée « ERB ») à partir de décembre 2011.
Initialement, la série mettait seulement en scène les cocréateurs. Par la suite, elle reçoit des invités tels Lisa Donovan (en), Timothy DeLaGhetto (en), George Watsky, DeStorm Power (en), Snoop Lion, Weird Al Yankovic, Chali 2na, Rhett and Link et Smosh.
Au 9 janvier 2017, 70 épisodes ont été diffusés[réf. nécessaire].
Le 7 décembre 2018, la chaîne fait son retour avec la vidéo bonus Elon Musk contre Mark Zuckerberg, puis le 20 avril 2019, la chaîne installe la saison 6 avec la vidéo Freddy Krueger contre Wolverine. Le nombre de 83 épisodes est atteint le 14 juin 2021.

## Historique

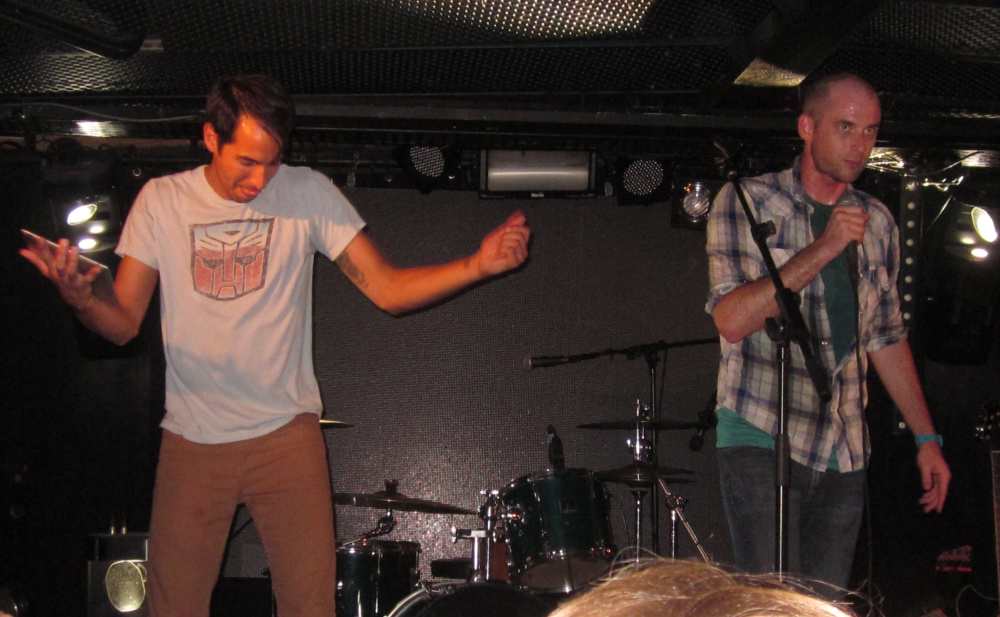
Nice Peter (à droite) et Dante Cimadamore rejouent des battles d'ERBoH au cours de la tournée européenne 2014.

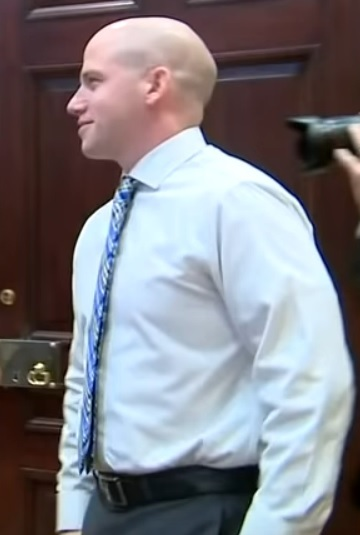
EpicLLOYD (en 2014).

L'idée de confronter en battles des personnalités historiques naît en 2010 à partir d'un concept d'improvisation de Lloyd Ahlquist (intitulé Check OneTwo), où Peter Shukoff, Zach Sherwin (en) (dit MC Mr. Napkins) et lui-même rappent à partir de suggestions données par l'auditoire sur des personnages célèbres. Mais devant les difficultés rencontrées, Shukoff propose d'en faire une série sur YouTube.
Le deuxième épisode de la série, Dark Vador vs. Adolf Hitler, est un succès et encourage les auteurs à poursuivre la série.

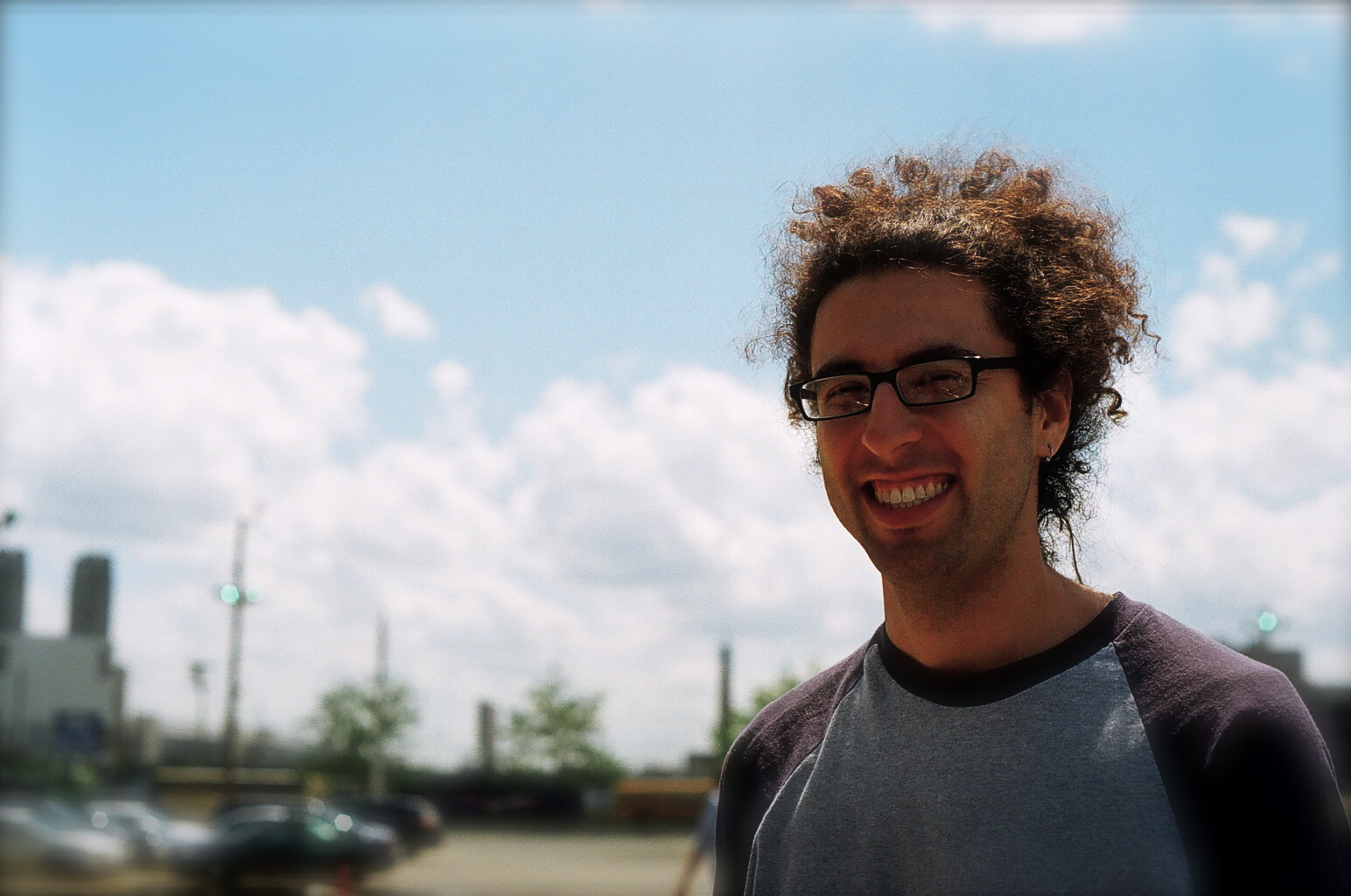
Zach Sherwin (en 2009).

Epic Rap Battles of History (parfois raccourci en ERB ou ERBoH) compte quinze épisodes pour la première saison (2010-2011).
Le principe d'Epic Rap Battles of History est simple : ce sont les internautes qui proposent les futures battles. En effet, chacune d'elles est conclue par le final Who won? Who's next? You decide (Qui a gagné ? Qui ensuite ? À vous de décider) et une capture d'écran du commentaire d'un internaute ayant demandé cette battle apparaît, en guise de « preuve » de la demande. Bien sûr, le choix final parmi des propositions de battles revient aux auteurs. La web-série est produite et distribuée par Maker Studios jusqu'en 2017 (le studio de production est acheté en mars 2014 par The Walt Disney Company et est renommé « Disney Digital Network » en mai 2017).
Au début de juillet 2013, La RIAA (Recording Industry Association of America) décerne le premier disque d'or d'une vidéo YouTube aux États-Unis en récompense de la musique et la bande son associée à l'épisode Barack Obama vs. Mitt Romney ; cet épisode totalisait à ce moment environ 71 millions de vues. Début décembre 2013, elle est la seconde battle la plus regardée (78 millions de vues) après celle de Darth Vader vs. Hitler de la première saison (80 millions de vues). Cette dernière battle, le 29 octobre 2013, fait l'objet de l'un des deux disques d'or qui font suite, avec Albert Einstein vs. Stephen Hawking (le 20 novembre 2013).
En septembre 2014, la chanteuse de rap et productrice Whitney Avalon (en) crée une adaptation « princesses » d'Epic Rap Battles of History mettant en scène des princesses de contes merveilleux et de fictions, qu'elle nomme logiquement Princess Rap Battle. La première vidéo, Snow White vs. Elsa met en jeu Elsa (La Reine des neiges) contre Blanche-Neige (Blanche Neige et les sept nains).

## Chaînes
En plus de la chaîne ERB créée en décembre 2011, il existe une autre chaîne, ERB2, où sont exposées les coulisses de la fabrication des battles. La chaîne ERB contient, elle, les vidéos des battles. En août 2015, elle est la dix-septième chaîne sur YouTube où on s'y enregistre le plus, avec au moins 12,4 millions d'abonnés et plus de 1,7 milliard de visionnages. En juin 2016, ERB est classée vingtième, avec au moins 13,47 millions d'abonnés et plus de 2,24 milliards de visionnages. 
Début 2024, la chaîne ERB compte 14,9 millions d'abonnés et plus de 4 milliards de visionnages.

## Flash In The Pan Hip Hop Conflicts of Nowadays (2018-)
En marge de la série ERB diffusée sur sa propre chaîne, apparaît sur la chaîne ERB2 le 16 décembre 2018 le premier épisode d'une série alternative : « Flash In The Pan Hip Hop Conflicts of Nowadays » . La différence avec la série ERB est que les battles se passent dans le studio avec Nice Peter et EpicLLOYD au naturel, sans effets spéciaux.
La phrase qui termine l'épisode est légèrement modifiée par rapport à celle d'ERBoH : Who's next? devient Who cares? (« Qui s'en soucie ? »).[réf. souhaitée]
Le battle « Ronald McDonald vs. The Burger King » sera finalement mis en scène pour constituer, le 8 juin 2019, le troisième épisode (avec le même nom) de la sixième série.
Les nombres de vues sont ceux arrêtés au 15 juillet 2021.
| no | Ép. | Titre                               | Date d'exposition | Durée (min:s) | Vues (Mio) | Compétiteurs et autres protagonistes présents |
| -- | --- | ----------------------------------- | ----------------- | ------------- | ---------- | --- |
| 1  | 1   | PewDiePie vs. T-Series              | 16 décembre 2018  | 1:53          | 2,9        | PewDiePie (EpicLLOYD) et ses tests de jeux vidéo mitraille T-Series (Nice Peter) et ses musiques et films indiens bollywoodiens, dans la « guerre » pour avoir la première place de la chaîne YouTube la plus suivie dans le monde ainsi qu'avoir le plus d'abonnés. |
| 2  | 2   | Ronald McDonald vs. The Burger King | 5 janvier 2019    | 2:11          | 1,6        | Ronald McDonald (Nice Peter), le clown ambassadeur de la chaîne de la restauration rapide McDonald's en remonte au roi The King, emblème de la chaîne de restauration rapide Burger King (EpicLLOYD).                                                                |
| 3  | 3   | Larry Bird vs. Big Bird             | 26 janvier 2019   | 2:21          | 0,7        | La légende du basket-ball Larry Bird (EpicLLOYD) des Celtics de Boston se hausse du col face à la marionnette Big Bird (Nice Peter) de la série télévisée Sesame Street.                                                                                             |

## Sélections et récompenses
Le 17 février 2013, la série Epic Rap Battles of History est sélectionnée dans cinq catégories de récompenses des Streamy, et remporte quatre d'entre elles. Shukoff et Ahlquist rejouent la battle Steve Jobs vs. Bill Gates sur scène en direct.
| Année | Cérémonie                                                      | Catégorie                                                 | Résultat   | Récipiendaire(s)                                                                   |
| ----- | -------------------------------------------------------------- | --------------------------------------------------------- | ---------- | ---------------------------------------------------------------------------------- |
| 2013  | Troisième cérémonie des Streamy Awards                         | Meilleur scénario de comédie                              | Nomination | Peter Shukoff, Lloyd Ahlquist                                                      |
| 2013  | Troisième cérémonie des Streamy Awards                         | Meilleur(e) musicien(ne) sur Internet                     | Lauréat    | Peter Shukoff                                                                      |
| 2013  | Troisième cérémonie des Streamy Awards                         | Meilleure chanson originale                               | Lauréat    | Peter Shukoff, Lloyd Ahlquist (Steve Jobs vs. Bill Gates)                          |
| 2013  | Troisième cérémonie des Streamy Awards                         | Meilleure série musicale                                  | Lauréat    | Epic Rap Battles of History                                                        |
| 2013  | Troisième cérémonie des Streamy Awards                         | Meilleur(e) styliste/utilisatrice de la Mode et du Design | Lauréat    | Mary Gutfleisch                                                                    |
| 2013  | Première cérémonie des YouTube Music Awards                    | Vidéo de l'année                                          | Nomination | Barack Obama vs. Mitt Romney                                                       |
| 2013  | Première cérémonie des YouTube Music Awards                    | Artiste de l'année                                        | Nomination | Peter Shukoff, Lloyd Ahlquist                                                      |
| 2014  | Quatrième cérémonie des Streamy Awards                         | Best Writing                                              | Lauréat    | Peter Shukoff, Lloyd Ahlquist, Zach Sherwin (en), Dante Cimadamore, Mike Betette   |
| 2014  | Quatrième cérémonie des Streamy Awards                         | Music Video                                               | Lauréat    | Goku vs. Superman                                                                  |
| 2014  | Quatrième cérémonie des Streamy Awards                         | Costume Design                                            | Lauréat    | Sulai Lopez                                                                        |
| 2014  | Quatrième cérémonie des Streamy Awards                         | Editing                                                   | Nomination | Andrew Sherman, Ryan Moulton, Daniel Turcan, Peter Shukoff                         |
| 2014  | Quatrième cérémonie des Streamy Awards                         | Collaboration                                             | Nomination | Peter Shukoff, Lloyd Ahlquist, Snoop Dogg (Moses vs. Santa Claus)                  |
| 2015  | Cinquième cérémonie des Streamy Awards                         | Writing                                                   | Lauréat    | Peter Shukoff, Lloyd Ahlquist, Zach Sherwin (en), Dante Cimadamore et Mike Betette |
| 2015  | Cinquième cérémonie des Streamy Awards                         | Costume Design                                            | Lauréat    | Sulai Lopez                                                                        |
| 2015  | Cinquième cérémonie des Streamy Awards                         | Editing                                                   | Lauréat    | Andrew Sherman, Ryan Moulton, Daniel Turcan et Peter Shukoff                       |
| 2015  | Cinquième cérémonie des Streamy Awards                         | Collaboration                                             | Lauréat    | Nice Peter, EpicLLOYD, Grace Helbig (en), et Hannah Hart                           |
| 2015  | Vingt-sixième cérémonie des Producers Guild of America Awards  | Outstanding Digital Series                                | Nomination | Epic Rap Battles of History                                                        |
| 2016  | Vingt-septième cérémonie des Producers Guild of America Awards | Outstanding Digital Series                                | Nomination | Epic Rap Battles of History                                                        |
| 2016  | Soixante-huitième Primetime Emmy Awards                        | Outstanding Short Form Variety Series                     | Nomination | Epic Rap Battles of History                                                        |
| 2016  | Sixième cérémonie des Streamy Awards                           | Collaboration                                             | Nomination | Nice Peter, EpicLLOYD, Meghan Tonjes, Mike Betette et Zach Sherwin (en)            |
| 2017  | Soixante-neuvième Primetime Emmy Awards                        | Outstanding Short Form Variety Series                     | Nomination | Epic Rap Battles of History                                                        |